# ふたなり
ふたなり（二成、双成、二形）とは、一つのものが二つの形状を持つことをいい、特に一人で男性と女性の性器を兼ね備えた、いわゆる両性具有を指す。はにわり（半月）ともいう。現代では主に（成人向けの）創作物における概念として使用される。

## 概要

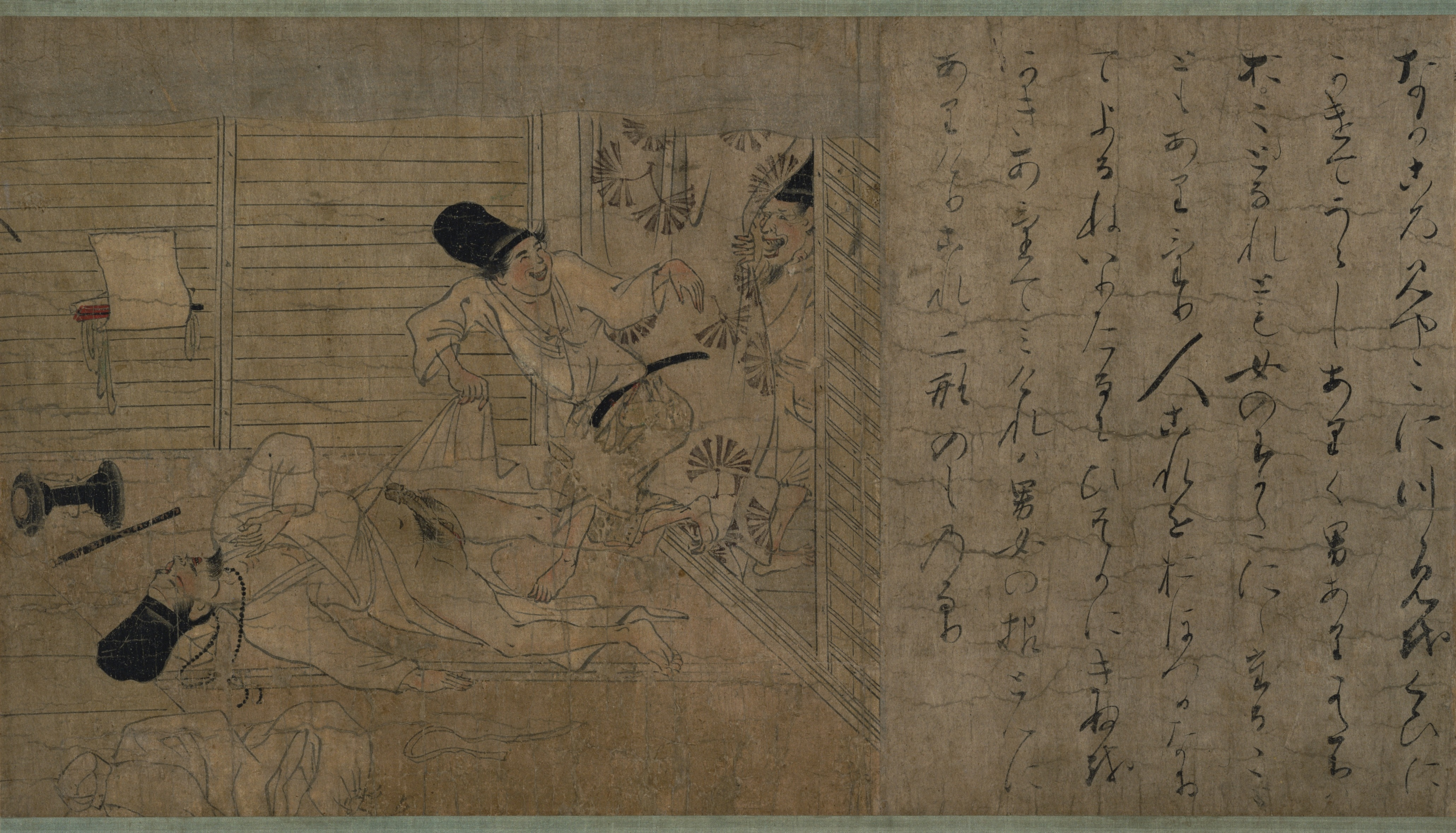
『病草紙』「二形の男」（国宝、京都国立博物館所蔵）

日本では古来、半陰陽という二極に分類できない第三の性という概念で「ふたなり」の語が使用されてきた。平安時代後期に描かれた『病草紙』には「二形（ふたなり）の男」という題で男性の占い師が半陰陽だったという話が載っている。半陰陽の形態としてのそれは両方の性器を持った存在を表すものであり、狭義には卵巣を持ち、外性器が男性形である女性半陰陽を指すことが多い。
「ふたなり」と「在原業平」を合わせた「ふたなりひら」という言葉もあり、半陰陽の意味のほかに女性のように美しい男性のことを指す場合がある。
なお、1357年ごろのサー・ジョン・マンデヴィルの著書「東方旅行記」には、エチオピアの一本足族、耳長族などと一緒に「ふたなり族」も登場する。
日本の民俗宗教は性的特徴に関連する多様な空想を生み出した。数百年前に遡る伝統的な声楽作品は、性別の変更が除外されなかったというおおまかな証拠を提供し :78–79、性別の表現は時として曖昧な性別を持つ神々を崇拝するために使用された男性でも女性でもないものとされる。 Leupp（1995）は、起源は仏教の起源にまでさかのぼることさえあると付け加えている。なぜなら、神は必ずしも固定または決定可能な性別を持つ必要がないからである。同様に、一部の人々は月相に応じて性別を変えることができるという信念が広まった。用語の半月（hangetsu、half-moon） はそのような存在を記述するために造られた :79。他の文化のように男性と女性を区別するのをより困難にした伝統的な衣服は、この発展に影響を与えたと考えられているが  :80女性が禁止区域にアクセスするのを制限し、ベルトバッグにアイテムを隠して密輸を回避するために、ボディチェックを実行するためのガードポストが割り当てられた。歴史的な記録では、警備員がこの問題について非常に頻繁に冗談を言ったことがわかり、さまざまな物語や詩にさえなっている :80。 陰核肥大などの解剖学的異常または異常な身体発達がこれらの仮定につながったかどうかは未解決の問題のままであるが、1644年ごろまで女形役者かどうかにかかわらず、彼らが描いた男女の男性のヘアスタイルを採用することを要求された女性の戦士のような俳優の存在など、両方に共通したふたなりへの関心に大文字の武家や庶民社会が関係すると述べている。

## 現実世界のふたなり
先天的なものに半陰陽がある。ただし、それぞれの性器の発達が中途半端なことも多く、本人の性的志向もさまざまで、パートナーの性癖によっては露出プレイなどを行うこともあるが、創作物の作った行き過ぎたイメージとは必ずしも一致しない。また、複数もしくは男女二人以上のパートナーを持つ場合、パートナーとのグループセックスを行う者もいるが、多人数とのスワッピングや乱交に参加する者は非常に稀である。また、創作とは異なり、半陰陽同士がパートナーとなることは、そもそも半陰陽が非常に稀であることから、ほとんど見られない。
ニューハーフと呼ばれる職業トランスジェンダーの人々は、顧客の需要や性別適合手術の大変さから男根を残したまま女装や女体化を行う場合が多い。一般の女性ではなく、ニューハーフとの交際を望んだり、専門風俗店に訪れる顧客は男根と女性化した体の組み合わせを望む場合が多いのである。また、性別適合手術は戸籍変更が可能などのメリットがあるものの、手術の費用やリスクがある上に、術後のメンテナンスを日常的に行い、人工膣の癒着や雑菌繁殖を防ぐ必要があり、負担が大きい。そのため、あえて性別適合手術を行わない者も多い。
アダルトビデオに出演するふたなり女優のうち、その大半はニューハーフや特殊メイクによるフェイクであると思われる。近年のアダルトビデオでは「ふたなりモノ」は定番のシチュエーションのひとつとなっており、多くは「レズモノ」の一種である。また「ふたなりの女性」自体に露出プレイなどのある種の性的欲求を求めるような趣向の作品もある。これらはふたなり専門のAV女優が演じるというより、人気AV女優がさまざまなシチュエーションをこなしていくなかで普通に「ふたなりモノ」に出演していることから、樹脂製男性器を装着するベルト状の下着（いわゆるペニバン）を使用している事例が多い。AVでは女優がつくりものの男性器をつけているような場合でも、モザイクがかけられていることが多い。作品によっては（擬似的に）射精する描写もあることから、それなりにこだわった装具が使われている。

## 創作物におけるふたなり
現代日本では、おもに性的な対象として半陰陽者を扱った成人向け漫画やアダルトゲーム・アダルトビデオで見られる。半陰陽や両性具有といった言葉の婉曲表現として「ふたなり」という表現が使用されることが多く、登場人物の特性としてもジャンルそのものとしても用いられる。ふたなり描写を多数描く漫画家・イラストレーターがいるなど、一部では萌えのキャラクター属性やフェティシズムともみなされている。一方、官能小説でふたなり描写を前面に押し出した作品は少ないが、結城映一作『淫妖伝』や山藍紫姫子作『アレキサンドライト』などがある。
漫画やゲームの世界では、両方の性器が正常に機能する、完全な両性具有として描かれることが多い。また、その性器の配置に関しては作家によって差異はあるものの、男性もしくは女性のどちらとも言えない形にすることが多い。ただし、肉体のベース・外見・性格は女性であることが多い。さらに体質として、絶倫、巨根（極端なケースではオートフェラチオなどができるほどの大きさの場合も）、まれに性器自体が柔軟、性器が複数ある（複根）、精液の量が異様に多いというケースもある。みさくらなんこつが描くアニメ・漫画が知られる。
成人向けのメディアでは医学的な半陰陽と思われる表現はほぼ皆無である。睾丸がある場合と無い場合の両方がある。また、呪術や人体改造、生物の寄生などで陰核が男性器へと変化するケースも見られる。まれに肉体改造などで陰核を肥大化させたものや、特異体質で陰核自体が特殊で細く長く柔らかいものを男性器として扱い挿入するケースもある。先天的にせよ後天的にせよ、キャラクターがこのような身体的特徴を持つにいたった経緯が作中でまったく説明されない場合も多い。日常ではありえない不条理なシチュエーションのひとつとして、唐突に描かれることも多い。
男の肉体をベースとしたふたなりとは異なる概念だが、ボーイズラブでは「受け」側の男性の肛門が半ば女性器のような配置や機能を有する（通称「やおい穴」）描写もあり、これはこのジャンル特有の奇異たる描写とされている。
ふたなりのベースとなる性別や相手側の性別で様々なシチュエーションが発生するが、成年コミック業界においては、レズビアン物+αの要素、あるいはシーメールの円滑表現という要素を持った魅力から、一定の読者ニーズが存在する。代表的な作品として「ふたなりっ娘の世界」（茜新社）や「ふたなりエクセレント!」（一水社）などのアンソロジー単行本が発売されている。